# هانس فالنر
هانس فالنر (بالألمانية: Hans Wallner)‏ هو متزلج قفز نمساوي، ولد في 29 مايو 1953 في Feistritz an der Gail ‏ في النمسا.

## وصلات خارجية
- هانس فالنر على موقع الاتحاد الدولي للتزلج (القفز التزلجي) (الإنجليزية)
- هانس فالنر على موقع اللجنة الأولمبية الدولية (الإنجليزية)
- هانس فالنر على موقع أوليمبيديا (الإنجليزية)